# František Brůna
František Brůna, né le 13 octobre 1944 à Dolní Kralovice et mort le 24 avril 2017 à Benešov, est un handballeur international tchécoslovaque.
Avec l'équipe de Tchécoslovaquie de handball masculin, il est sacré champion du monde en 1967, médaillé d'argent aux Jeux olympiques d'été de 1972 à Munich et médaillé de bronze au Championnat du monde 1964. Avec le HC Baník Karviná, il remporte deux titres de champion de Tchécoslovaquie.